# Mäseln
Mäseln är en sjö i Finspångs kommun i Östergötland och ingår i Motala ströms huvudavrinningsområde. Sjön är 5,8 meter djup, har en yta på 0,457 kvadratkilometer och befinner sig 37,3 meter över havet.

## Delavrinningsområde
Mäseln ingår i det delavrinningsområde (650621-149864) som SMHI kallar för Mynnar i Dovern. Medelhöjden är 52 meter över havet och ytan är 62,74 kvadratkilometer. Räknas de 64 avrinningsområdena uppströms in blir den ackumulerade arean 1 286,38 kvadratkilometer. Hällestadsån (Storån) som avvattnar avrinningsområdet har biflödesordning 2, vilket innebär att vattnet flödar genom totalt 2 vattendrag innan det når havet efter 29 kilometer. Avrinningsområdet består mestadels av skog (52 procent), öppen mark (11 procent) och jordbruk (21 procent). Avrinningsområdet har 4,23 kvadratkilometer vattenytor vilket ger det en sjöprocent på 6,7 procent. Bebyggelsen i området täcker en yta av 4,45 kvadratkilometer eller 7 procent av avrinningsområdet.